# Schedocercops
Schedocercops là một chi bướm đêm thuộc họ Gracillariidae.

## Các loài
- Schedocercops maeruae Vári, 1961